# Виана да Мотта, Жозе
Жозе Виана да Мотта (порт. José Vianna da Motta; 22 апреля 1868, Сан-Томе — 1 июня 1948, Лиссабон) — португальский пианист, композитор, музыковед и педагог.

## Биография
Учился в Лиссабонской консерватории, с 1882 г. в Берлине у Ксавера и Филиппа Шарвенок, в 1885 г. занимался в Веймаре под руководством Франца Листа, а в 1887 г. во Франкфурте у Ганса фон Бюлова (в 1896 г. опубликовал дополнение к «Лекциям Ганса фон Бюлова», записанным Теодором Пфайфером). На рубеже XIX—XX вв. широко гастролировал по Европе и Америке, преподавал в Берлине. В 1915—1917 гг. преподавал в Женевской консерватории, затем вернулся в Португалию и в 1918—1938 гг. был директором Лиссабонской консерватории, не прекращая концертировать (значительное внимание привлекло, в частности, приуроченное к 100-летию смерти Бетховена в 1927 г. исполнение всех 32 его фортепианных сонат). Среди его учеников был пианист Секейра Коста .
Музыкальные сочинения Вианы да Мотта (занимался композицией преимущественно за границей, до возвращения в Португалию) являют специфический симбиоз общеромантической (главным образом, немецкой) эстетики и нового португального национализма. Наиболее значимые образцы такого симбиоза в его творчестве — симфония «К Родине» (порт. À Pátria; 1895) и хоровая кантата «Обращение к поэме Л. Камоэнса Лузиады» (порт. Invocação do poema de Luis de Camões Os Lusiadas; 1897—1913). Музыковедческую, преподавательскую и исполнительскую деятельность Виана да Мотта не прекращал на протяжении всей жизни; в последние годы он опубликовал (на португальском языке) биографию Листа (порт. Vida de Liszt; 1945) и двухтомник «Музыка и музыканты Германии» (порт. Música e músicos alemães; 1947).

## Память
С 1957 г. в Лиссабоне проходит международный конкурс пианистов имени Вианы да Мотта.

## Награды
| Страна     | Дата                       | Награда                             | Награда                              | Литеры |
| ---------- | -------------------------- | ----------------------------------- | ------------------------------------ | ------ |
| Португалия | 19 апреля 1930 —           | Гранд-офицер Военного ордена Христа | Гранд-офицер Военного ордена Христа  | GOC    |
| Португалия | 2 июня 1938 —              | Кавалер Большого креста             | Военного ордена Святого Якова и Меча | GCSE   |
| Португалия | 18 июня 1920 — 2 июня 1938 | Гранд-офицер                        | Военного ордена Святого Якова и Меча | GOSE   |